# Ypthima depupillata
Ypthima depupillata är en fjärilsart som beskrevs av Embrik Strand 1909. Ypthima depupillata ingår i släktet Ypthima och familjen praktfjärilar. Inga underarter finns listade i Catalogue of Life.